# Judith Field
Pour les articles homonymes, voir Field.
Judith Veronica Field (née en 1943) est une historienne des sciences britannique. Elle est chercheuse invitée honoraire au département d'histoire de l'art de Birkbeck, Université de Londres, présidente de la British Society for the History of Mathematics (1997-1999).

## Biographie
Judith Field obtient un doctorat en 1981 à l'Imperial College de l'université de Londres ; sa thèse, Kepler's Geometrical Cosmology est supervisée par Alfred Rupert Hall et publiée. Elle est chercheuse invitée honoraire au département d'histoire de l'art de Birkbeck, Université de Londres
Elle est présidente de la Société britannique d'histoire des mathématiques de 1997 à 1999, membre correspondante (1988) puis membre (1998) de l'Académie internationale d'histoire des sciences. Elle a été présidente de la Leonardo da Vinci Society.

## Publications

### Ouvrages
- The Geometrical Work of Girard Desargues (avec J. J. Gray, Springer, 1987)
- Kepler's Geometrical Cosmology (Athlone Press, 1988; Bloomsbury, 2013)
- The Invention of Infinity: Mathematics and Art in the Renaissance (Oxford University Press and Princeton University Press, 1997)
- Science in Art: Works in the National Gallery That Illustrate the History of Science and Technology (with Frank A. J. L. James, British Society for the History of Science, 1997)
- Piero Della Francesca: A Mathematician's Art (Yale University Press, 2005)[8]
- Byzantine and Arabic Mathematical Gearing (avec D. R. Hill and M. T. Wright, Science Museum London, 1985)

### Éditions
- Renaissance and Revolution: Humanists, Scholars, Craftsmen and Natural Philosophers in Early Modern Europe (with Frank A. J. L. James, Cambridge University Press, 1993)
- Breaking Teleprinter Ciphers at Bletchley Park: An edition of I.J. Good, D. Michie and G. Timms: General Report on Tunny with Emphasis on Statistical Methods (I. J. Good, D. Michie, and G. Timms (1945), edited by J. Reeds, W. Diffie, and J.V. Field, IEEE and Wiley, 2015)[9]